# Повернення свердловин
Повернення свердловин, поворот свердловин (рос. возврат скважин; англ. return of holes, return of wells; нім. Bohrlochrücknahme f) — переведення свердловин на видобування корисних копалин (нафти, газу та ін.) з одних об'єктів (пластів, горизонтів) на інші. Здійснюється під час розробки родовищ з декількома продуктивними пластами, розбуреними однією сіткою свердловин, коли свердловини, які розкрили один із об'єктів, повністю вироблені, обводнені або змінився їх технічний стан (зминання колон, аварії із обладнанням).
Розрізняють С.п. на верхні (відносно до раніше експлуатованих) і нижні об'єкти.

## Поворотні роботи
Поворотні роботи — процес переведення свердловини для розробки іншого (поворотного) пласта, що залягає вище або нижче того пласта, розробка якого припиняється з тих чи інших причин. Такі роботи здійснюють на багатопокладових (багатопластових) родовищах з метою повнішого охоплення розробкою усіх покладів і раціонального використання фонду свердловин.